# Polleben
Polleben ist ein Ortsteil der Lutherstadt Eisleben im Landkreis Mansfeld-Südharz in Sachsen-Anhalt.

## Geografie
Polleben liegt im östlichen Landkreis Mansfeld-Südharz, rund 7 km nördlich der Lutherstadt Eisleben auf der Mansfelder Platte im Tal der Schlenze. Dieser im Süden der Ortschaft entspringende Bach fließt nach Nordosten in Richtung Saale ab. Nachbarorte sind: (im Uhrzeigersinn und im Norden beginnend) Helmsdorf, Bösenburg, Burgsdorf, Hedersleben, Oberrißdorf, die Lutherstadt Eisleben, Volkstedt, Klostermansfeld, Hübitz und Augsdorf. Nördlich von Polleben liegt der Sehringsberg, an dem archäologische Funde überliefert sind. Nordwestlich und südwestlich von Polleben stehen drei weithin sichtbare Spitzkegelhalden mit einer Durchschnittshöhe von über 100 Metern, die sogenannten Pyramiden des Mansfelder Landes.

### Infrastruktur
Die Landesstraße 151 durchquert den Ort von Norden (aus Richtung Heiligenthal und Gerbstedt) nach Süden (Richtung Eisleben). Die L 159 durchquert Polleben von Osten (Burgsdorf und ferner auch Halle (Saale)) nach Westen mit Anschluss an die B 180 und B 242 bei Siersleben.
Am nördlichen Dorfrand lag der Bahnhof Polleben, der im Zuge der Bahnstrecke Halle–Hettstedt errichtet wurde. Am 11. März 1968 wurde der Personenverkehr auf dem Abschnitt Schochwitz – Heiligenthal eingestellt, an dem Polleben lag. Die Gleisanlagen wurden zumeist abgebaut.

## Geschichte
Erstmals wurde Polleben 1150 als Panleve (1162 Ponleve) urkundlich erwähnt. Es war ein Halberstädter Lehen, welches die Grafen von Mansfeld innehatten. Der Ort kam 1573 an das Kurfürstentum Sachsen, 1579 an das Erzbistum Magdeburg und später an Preußen. Ein gleichnamiges Adelsgeschlecht von Polleben ist in dem Ort nachgewiesen. 1654 kaufte Adam von Pfuel den Ort Polleben für vierzehntausend Taler und sechstausend Gulden. Er wurde nach seinem Tode in einer Gruft der Stephanus-Kirche beigesetzt. Der Ort blieb bis 1803 im Besitz derer von Pfuel.
Polleben ist schon im Mittelalter ein verhältnismäßig großes Dorf gewesen. Vor der Reformation hatte es vier Kirchen und zu Beginn des Dreißigjährigen Krieges lebten im Ort ungefähr 600 Einwohner. Während dieses Krieges wurden jedoch sowohl Polleben als auch das im Süden an der Schlenzequelle liegende Rulsdorf entvölkert und verwüstet. Ruhlsdorf wurde nicht wieder aufgebaut.
Im Rahmen der Bundestagswahl vom 18. September 2005 wurde in Polleben über die Eingemeindung in die Lutherstadt Eisleben abgestimmt. Für die Eingemeindung stimmten 386 Wahlberechtigte. Gegen die Eingemeindung stimmten 272 Bürger. Seit dem 1. Januar 2006 gehört Polleben als Ortsteil zur Lutherstadt Eisleben.

## Politik

### Ortsrat
- CDU 6 Sitze
- Die Linke 1 Sitz
- Bauernverband 1 Sitz
- Einzelbewerber 3 Sitze

## Kultur und Sehenswürdigkeiten

### Bauwerke
- Steinmühle, die letzte betriebsfähige Wassermühle von einst 13 anderen im Schlenzetal
- Turm der älteren, zerfallenen St.-Stephanus-Kirche, das Wappen von Polleben
- Bockwindmühle am halleschen Weg, letzte erhaltene von ehemals drei Windmühlen
- Neuere St.-Stephanus-Kirche in der Dorfmitte

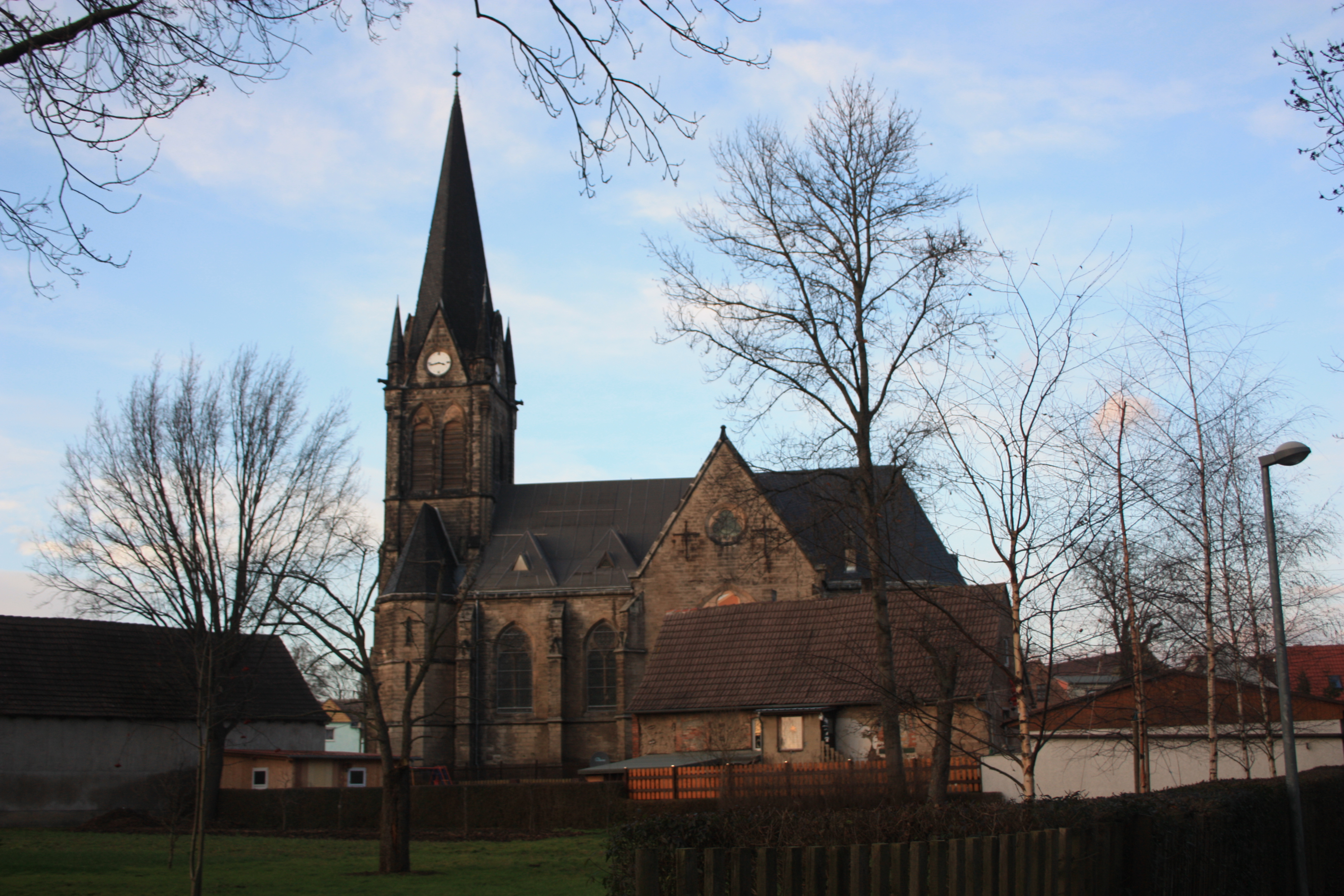
Neue St.-Stephanus-Kirche in Polleben
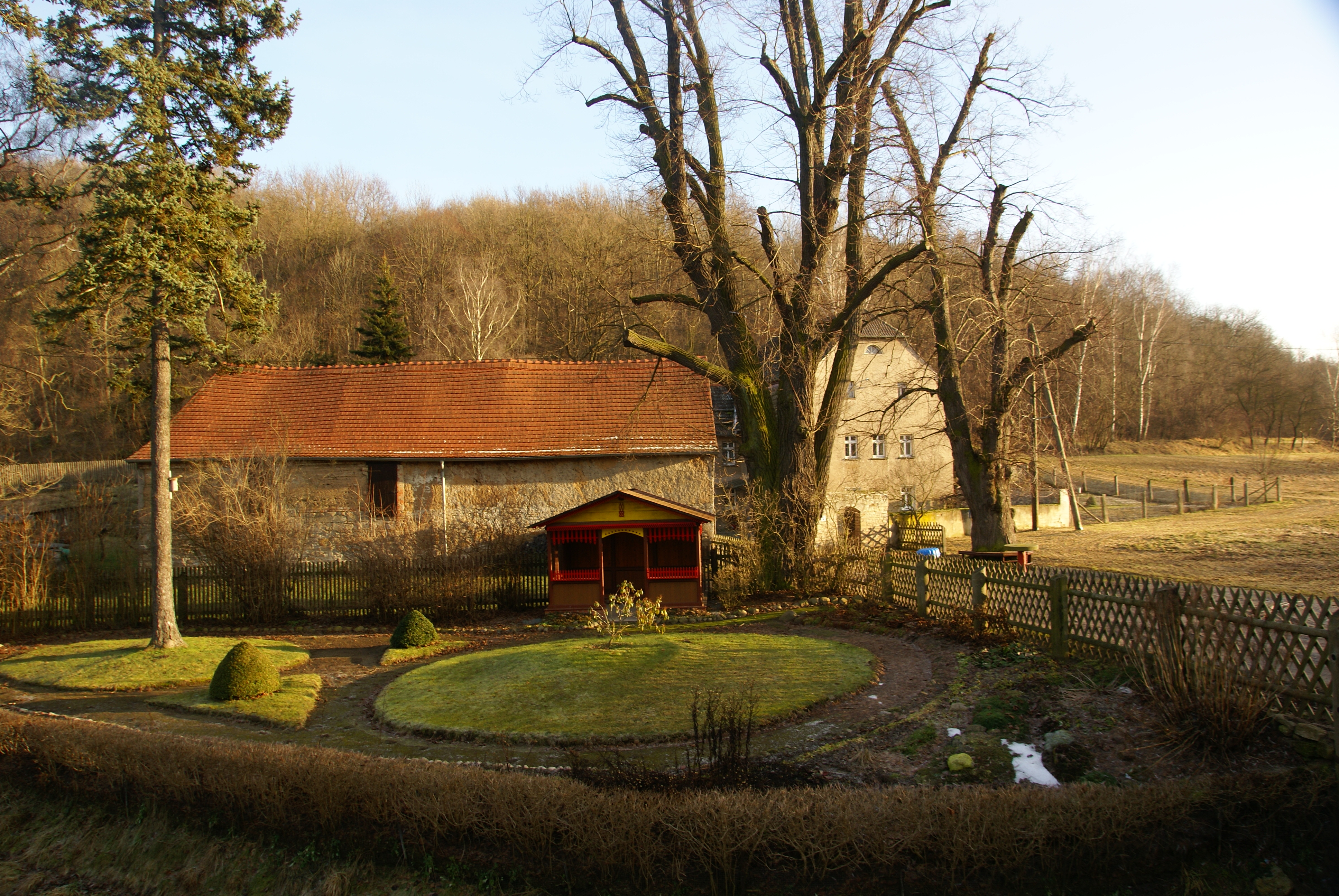
Steinmühle nördlich von Polleben an der Schlenze
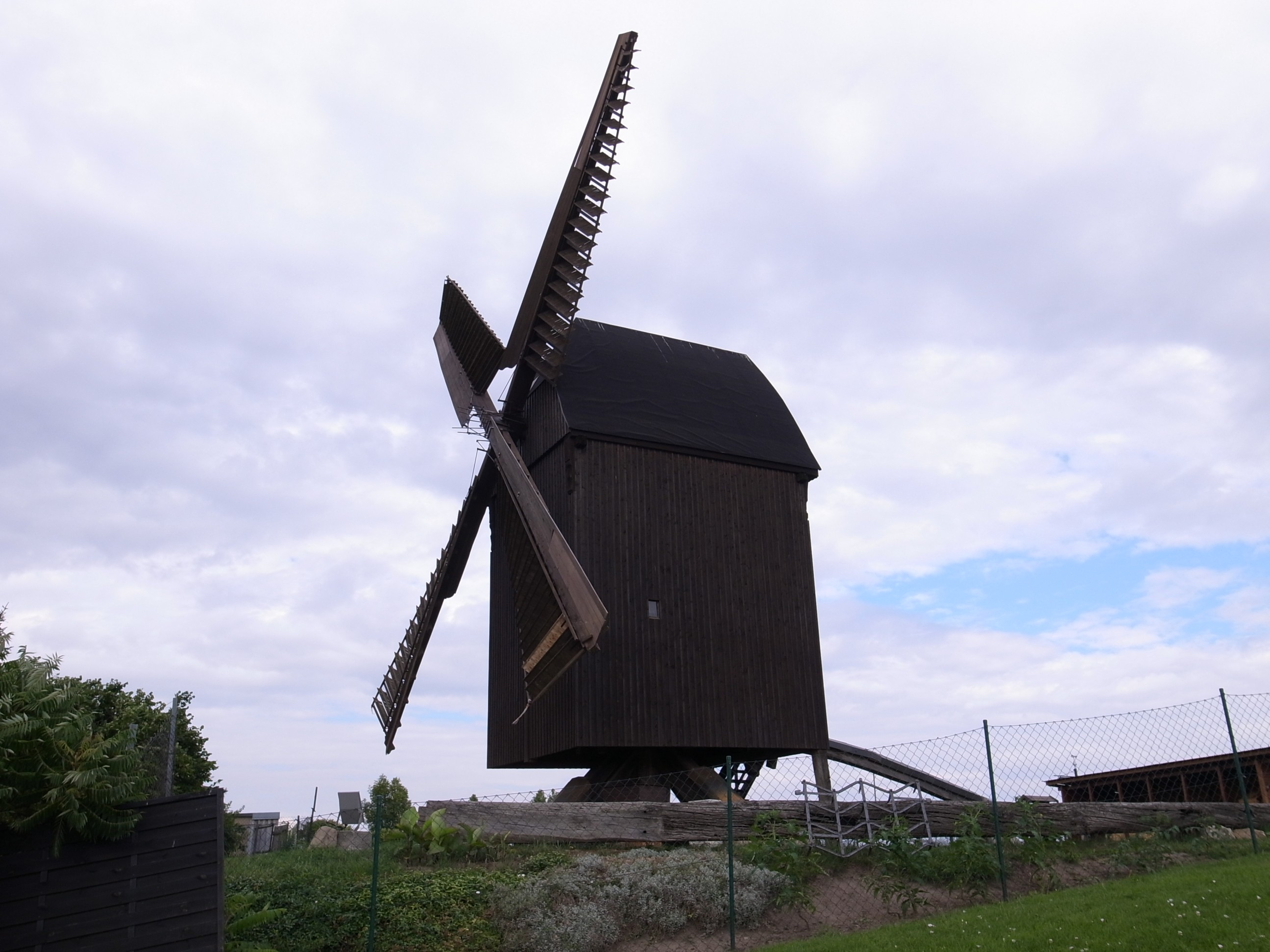
Bockwindmühle Polleben

### Gedenkstätten
- Gedenkstein in der Ortsmitte zur Erinnerung an den KPD-Vorsitzenden Ernst Thälmann, der 1944 im KZ Buchenwald ermordet wurde

## Die alten Pollebener Kirchen
Polleben hatte einst vier Kirchen, die um 1400 alle noch intakt waren. Heute sind diese zerfallen und teilweise auch abgetragen. Heute ist die neuere St.-Stephanus-Kirche die wichtigste Kirche des Ortes.

### Alte St.-Stephanus-Kirche

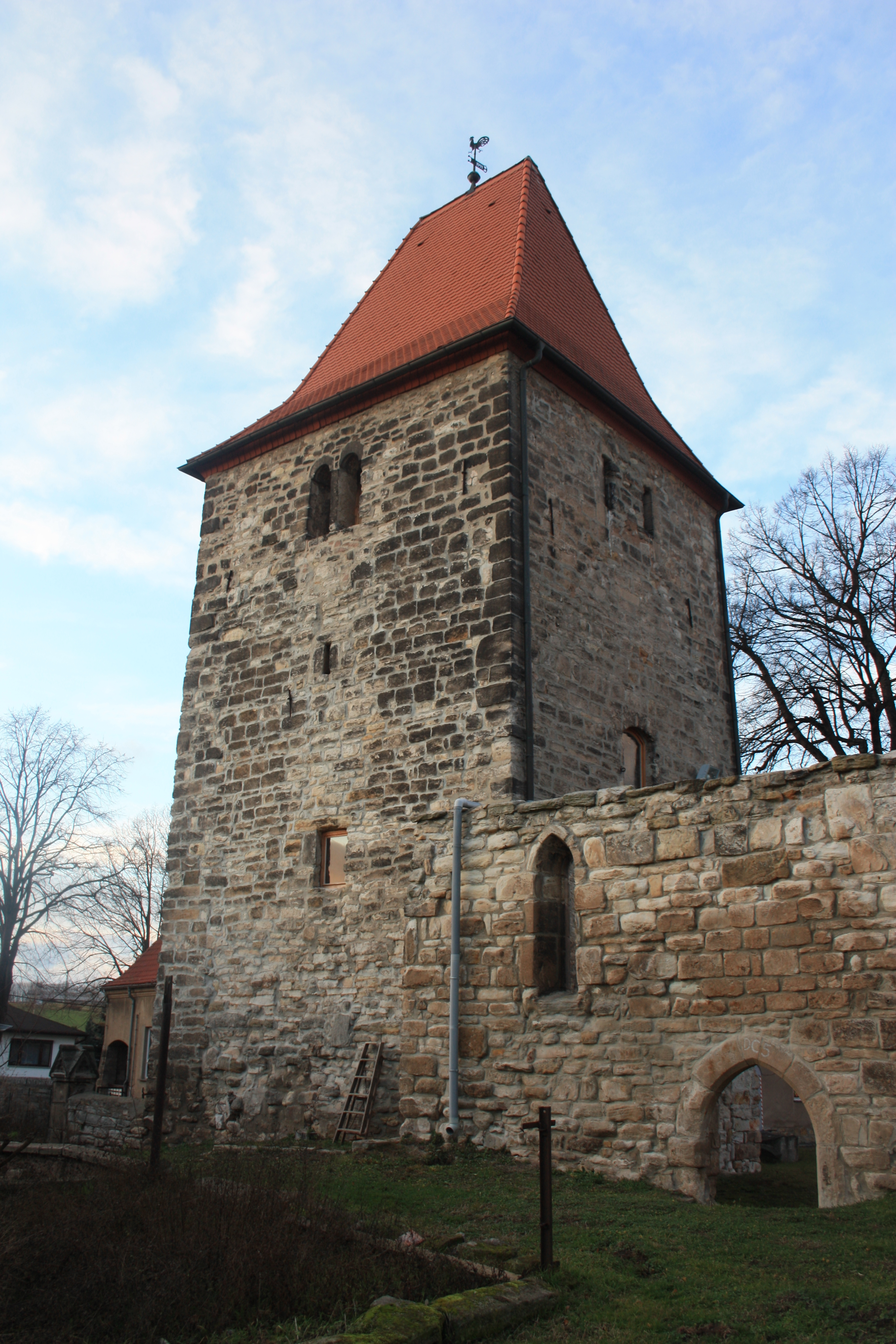
Der Turm der älteren St. Stephanus-Kirche

Die alte Sankt-Stephanus-Kirche ist die älteste Kirche gewesen. Die heutige Ruine wurde ab 1898 dem Verfall überlassen. Außer dem Schnitzaltar und einem uralten Taufstein sind die Kunstgegenstände der Kirche von der Zeit zerstört worden, so zum Beispiel ein Denkmal für Generalmajor Adam von Pfuel, der in einem Gewölbe unter der Kirche seine letzte Ruhestätte fand. Im Jahre 1902 wurde ein Verkauf vom Denkmalschutz aufgehalten. 1912 wurde das Dach des Turms neu gedeckt. Im Jahre 1933 wurde der alte Friedhof als verwüstet beschrieben. Die Grabsteine waren zerschlagen worden und Unrat lag auf dem Friedhof. Vom spätgotischen Langhaus sind heute nur noch einige Mauerreste zu finden. Der Turm steht jedoch weiterhin mit Dach.

### Die St.-Johannes-Kirche
Die Sankt-Johannes-Kirche war die Kirche des Unterdorfes. Sie war 1400 noch intakt. Auch sie hatte einen Friedhof, auf dem alle die begraben wurden, die nördlich der Donau, einem Rinnsal im Dorf, wohnten. Der Pastor Christophorus Titius beschrieb das Gotteshaus 1648 als „ganz wüste“. Im Jahre 1789 hat Pastor Ramdohr den Schuttberg, der einmal die Kirche gewesen war, abtragen lassen. Heutzutage ist an der Stelle eine Wiese.

### Die mittlere St.-Pankraz-Kirche
Sankt Pankraz lag mitten im Dorf und war die Kapelle des Amtshofes. Auch sie hat der Pastor Christophorus Titius 1684 am Amtshof noch erkannt und erwähnt. Er beschrieb sie aber als „öde“. Der Turm mit seinem alten Uhrwerk war aber noch vorhanden. Er berichtete außerdem, dass nach das Uhrwerk nach der Erntezeit unter großem Protest der Einwohner des Unterdorfes nach der großen Glocke gerichtet wurde. Noch heute steht der Turm von Sankt Pankraz neben einer alten Brennerei.

### St. Bartholomäus
Sankt Bartholomäus war die Kirche des Mitteldorfes. Sie lag an der Stelle des heutigen Pfarrhauses und wurde zusammen mit St. Pankraz von einem Pfarrer betreut. Zuletzt wurde sie schon leicht wüst noch 1684 als Pfarrhaus genutzt. Heute ist von ihr nichts mehr zu sehen.

## Energie
Östlich von Polleben stehen vier Windkraftanlagen vom Typ Enercon E-101 (Nabenhöhe: 135,4 m, Gesamthöhe: 185,9 m) und zwei Anlagen vom Typ TW 600.